# 蔡明水
蔡明水（1957年9月8日—），臺灣政治人物，無黨籍，雲林縣議會第16、19、20屆議員。

## 生平
蔡明水出生於雲林縣，北港農工及空軍通信電子學校畢業。
歷任元長鄉調解委員、元長鄉民代表會第13、15、16、17 屆代表、北港農工校友會理事長、客厝國小、元長國中、北港農工等家長會長、雲林縣體育會副理事長兼總幹事、雲林縣肉品市場董事長、雲林縣政府機要秘書、雲林縣議會第16、19、20屆議員等職
原民主進步黨黨員，2018年由民進黨10年的黨齡身分退黨以無黨籍身分從政，退黨的原因主要民進黨對基層黨員絕情絕義，認為對民進黨失望。
2020年1月2日上午10時30分雲林縣議會副議長蘇俊豪和縣議員蔡明水等17名無黨籍的誠信聯盟和民意黨團成員許連袂前往斗南順安宮媽祖廟，先行捻香向媽祖祈佑，而後再廟前廣場共同簽名連署，聲明下架不及格立委及連署挺韓國瑜參選總統。
2020年01月08日，縣議員蔡明水雇用3名工人懸掛反同婚的布條，7日下午被張男持鐮刀割掉，其中一人的後頸還被割傷，雙方演變成肢體衝突，海線立委候選人蘇治芬競選團隊晚間召開記者會譴責選舉暴力，蔡明水說「打人喊救人，我才要譴責鐮刀暴力」。蔡明水還原事件真相，是一起因為蘇治芬後援會張姓幹部割布條而引發的衝突，但蘇治芬立委卻硬要將單純的衝突事件變成單方面的暴力事件。
事後雲林縣第一選區（海線）立法委員候選人張嘉郡，其競選總部控訴蘇治芬陣營破壞張嘉郡後援會所製作的布條，而此次割布條的兇手就是元長鄉長李明明。
蔡明水議員表示，李明明由民主選舉成為鄉長，元長鄉民給你機會，但李明明卻為了奉承蘇治芬，為民主做了最壞的示範，應該主動下台。

## 選舉紀錄
| 年度 | 選舉屆數                                              | 選舉區           | 所屬政黨   | 得票數 | 得票率 | 當選標記 | 備註 |
| ---- | ----------------------------------------------------- | ---------------- | ---------- | ------ | ------ | -------- | ---- |
| 2022 | 2022年雲林縣議員選舉                                  | 雲林縣第三選舉區 | 無黨籍     | 5,403  | 7.40%  |          |      |
| 2018 | 2018年雲林縣議員選舉                                  | 雲林縣第三選舉區 | 民主進步黨 | 5,854  | 7.37%  |          |      |
| 2014 | 2014年中華民國鄉鎮市區長選舉選舉區投票結果列表#元長鄉 | 雲林縣元長鄉     | 民主進步黨 | 7,971  | 46.70% |          |      |
| 2009 | 2009年中華民國鄉鎮市長選舉#元長鄉                     | 雲林縣元長鄉     | 民主進步黨 | 7,370  | 47.37% |          |      |
| 2005 | 2005年雲林縣議員選舉                                  | 雲林縣第三選舉區 | 無黨籍     | 6,394  | 8.56%  |          |      |

## 外部連結
- 蔡明水的Facebook專頁